# Maersk Air
Mærsk Air war eine dänische Fluggesellschaft mit Sitz in Kopenhagen. Maersk Air wurde im Jahr 2005 mit einer weiteren Fluggesellschaft zu Sterling Airlines verschmolzen.

## Geschichte

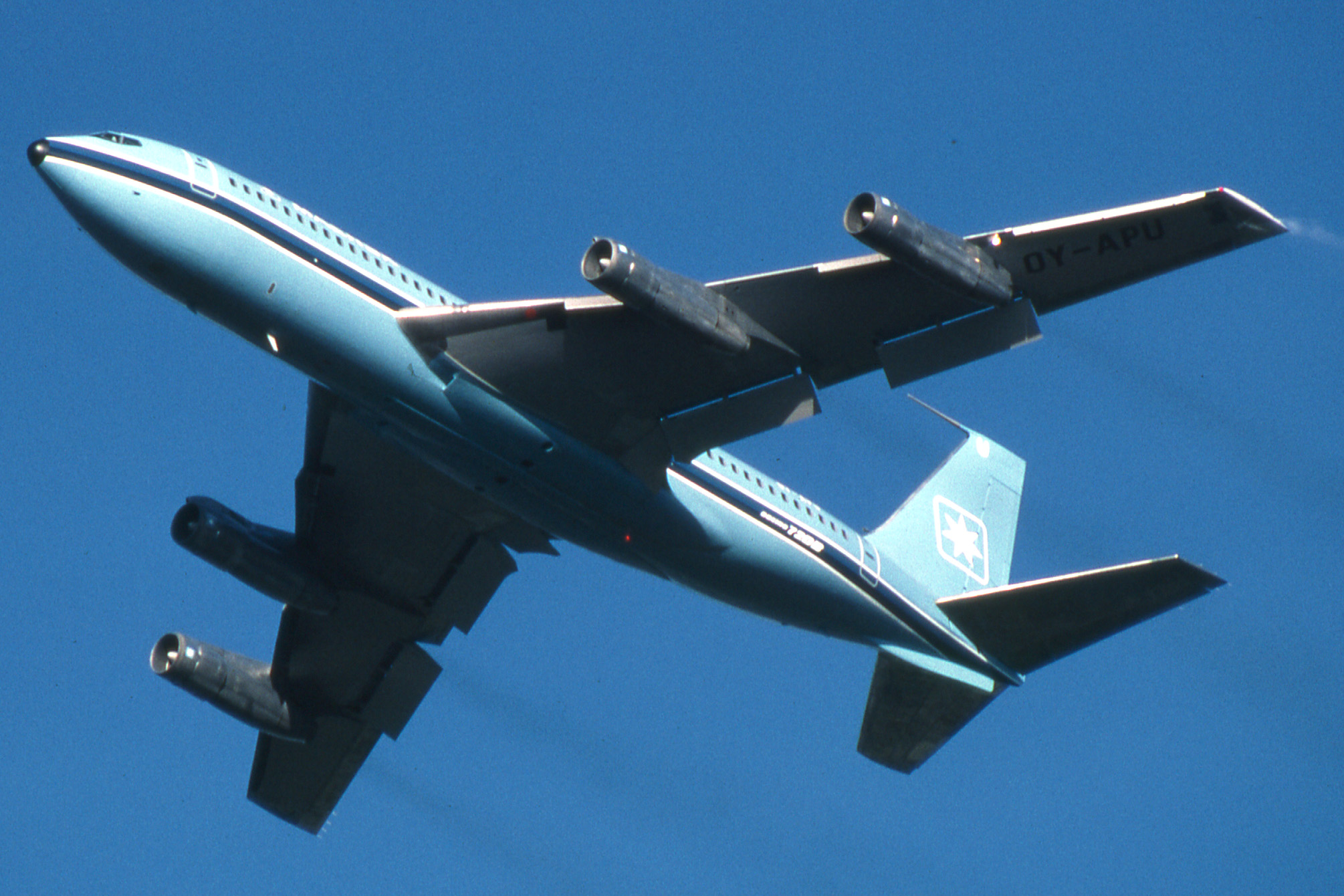
Boeing 720 der Maersk Air, London-Gatwick 1980

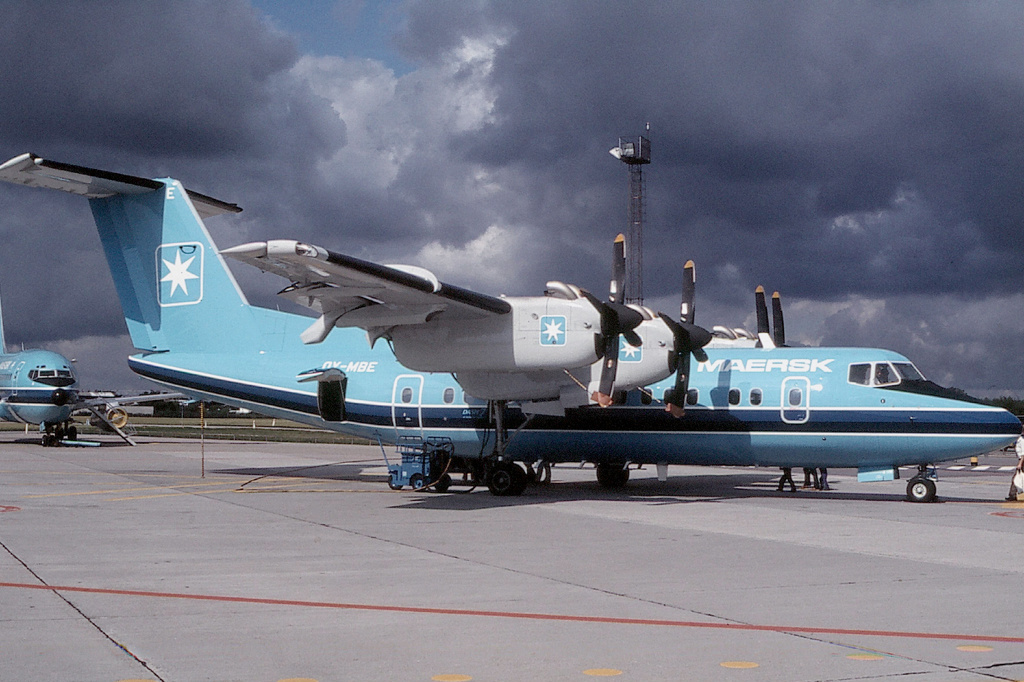
de Havilland Canada DHC-7 der Maersk Air, Kopenhagen 1982

Die Fluggesellschaft wurde von der Unternehmensgruppe A. P. Møller-Mærsk 1969 gegründet. Die Gruppe betrachtete die Luftfracht als weiteren Bestandteil ihrer wirtschaftlichen Expansionsbestrebungen. A. P. Møller-Mærsk übernahm 1969 die Falck Air und benannte diese in die heutige Bezeichnung um. Der Flugbetrieb wurde im Dezember 1970 mit drei Flugzeugen des Typs Fokker F-27 von Kopenhagen nach München und London aufgenommen. Im Jahr 1971 folgten Flüge nach Vágar auf den Färöern. Im selben Jahr bildete die Gesellschaft mit Scandinavian Airlines System und Cimber Air die DANAIR als gemeinsame Dachgesellschaft.
Nachdem Maersk Air im Dezember 1971 die zwei dänischen Reiseveranstalter Raffels Rejser und Bangs Rejser übernommen hatte, expandierte die Gesellschaft und erwarb im Januar 1973 zunächst drei gebrauchte Boeing 720 von der Northwest Airlines. Der erste Flugeinsatz der Boeing 720 erfolgte am 31. März 1973 von Kopenhagen nach Rhodos. Ab Januar 1976 setzte die Gesellschaft die Flugzeuge auch auf transatlantischen Charterflügen nach Kanada und in die USA ein. Im selben Jahr erhielt Maersk Air ihre ersten Maschinen des Typs Boeing 737-200, die bis Ende 1981 die Boeing 720 schrittweise ersetzten.
In den 1980er-Jahren begann Maersk Air auch im Linienflugverkehr internationale Ziele anzufliegen, zunächst Stavanger und Southend-on-Sea. Im Jahr 1989 übernahm die Gesellschaft die Copenhagen Airport Services und errichtete zusammen mit der Lufthansa ein Cargocenter.
Am 30. Juni 2005 wurde das Unternehmen an die isländische Beteiligungsgesellschaft Fons Eignarhaldsfélag verkauft. Im September dieses Jahres überführte der neue Eigentümer das Unternehmen in die neue Sterling Airlines und verkaufte diese wieder an den Eigentümer der Icelandair, die FL Group.

## Flotte
- BAe (HS) 125-400B
- Beechcraft King Air C90
- Bell 212
- Boeing 720

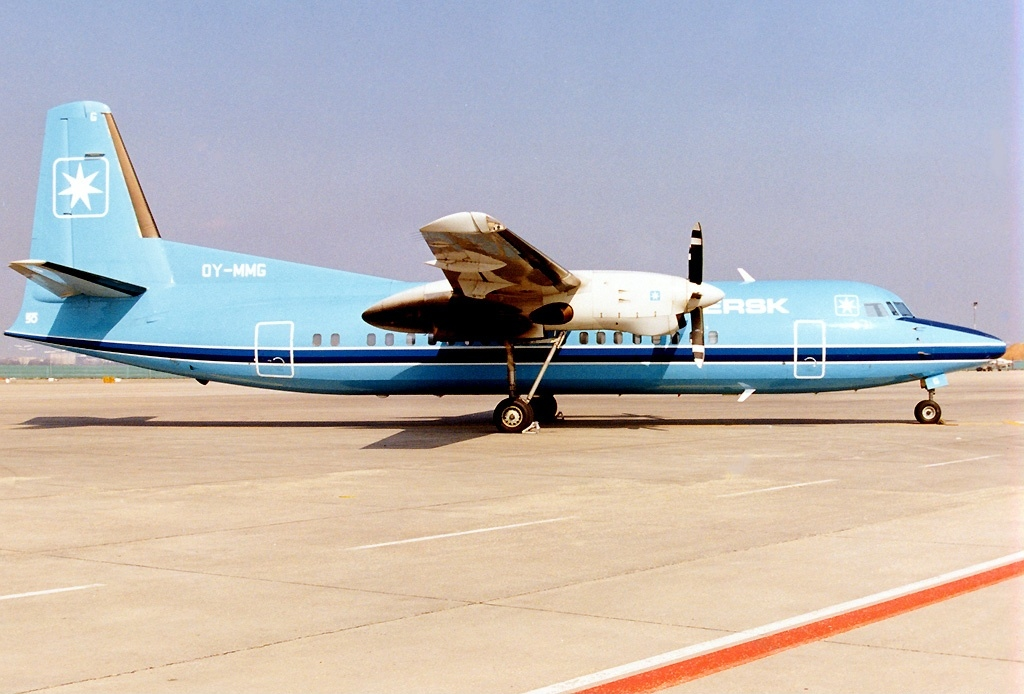
Fokker 50 der Maersk Air, Stuttgart 1993

- Boeing 737-200, 737-300, 737-400, 737-500 und 737-700
- Bombardier Challenger 604
- Bombardier CRJ200LR
- De Havilland Canada DHC-7
- Fokker F-27
- Fokker 50
- Hawker Siddeley HS 748

## Zwischenfälle
Während ihrer Betriebszeit von 1969 bis zur Betriebseinstellung 2005 kam es bei Maersk Air zu zwei Totalschäden von Flugzeugen. Dabei kamen keine Menschen ums Leben.

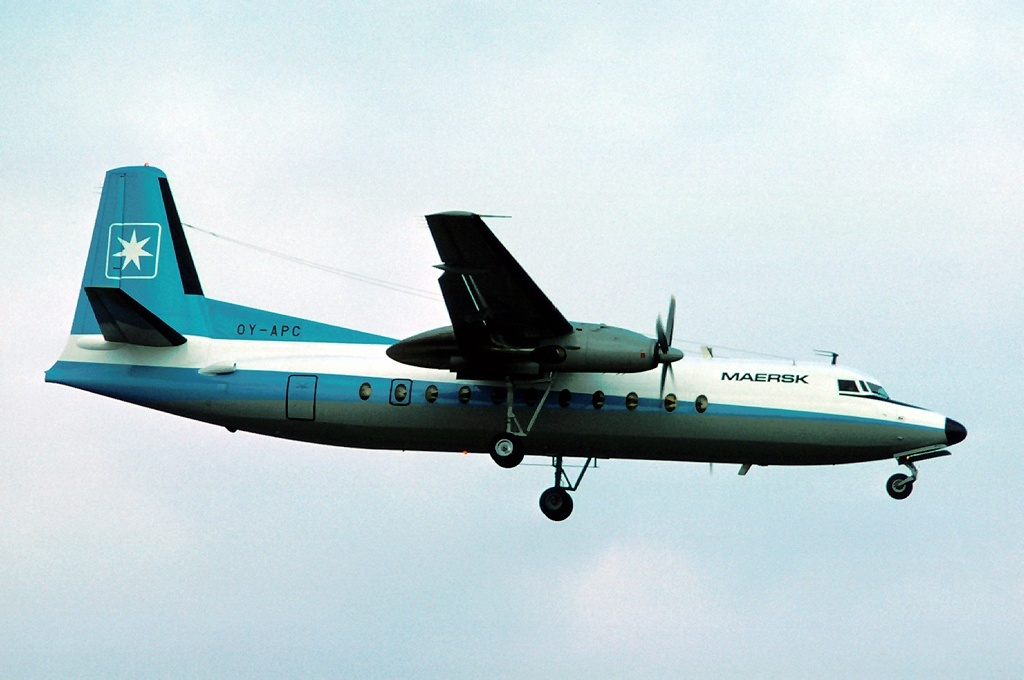
Fokker F-27 der Maersk Air, gleicher Typ wie die zwei verunglückten

- Am 27. Dezember 1969 verunglückte eine Fokker F-27-500 der Maersk Air (Luftfahrzeugkennzeichen OY-APB) auf einem Ausbildungsflug 500 Meter westlich des Flughafens Bornholm (Dänemark). Bei einem simulierten Triebwerksausfall nach dem Start geriet das Flugzeug teilweise außer Kontrolle, streifte einige Büsche 270 Meter hinter dem Ende der Startbahn 29, wurde dann auf dem steinigen Strand aufgesetzt und rutschte bis in 2 Meter tiefes Wasser. Die erst 18 Tage alte Maschine wurde irreparabel beschädigt. Alle vier Piloten, die einzigen Insassen, überlebten den Unfall.[2]

- Am 25. Januar 1975 verunglückte eine Fokker F-27-600 der Maersk Air (OY-APD) bei der Landung auf dem Flughafen Vágar (Färöer). Es herrschte ein leichter Seitenwind mit 9 Knoten und eine Rückenwindkomponente von 6 Knoten, als die Maschine immer weiter nach links von der Landebahn abdriftete und schließlich im Gelände 85 Meter daneben aufschlug. Die mit Wasser und Eis bedeckte Landebahn war nur 1100 Meter lang. Das Flugzeug wurde irreparabel beschädigt. Alle 26 Insassen, die vier Besatzungsmitglieder und 22 Passagiere, überlebten den Unfall.[3]